# Stipan Jaramazović
Stipan Jaramazović (Subotica, 13. kolovoza 1947.) je glazbenik iz Bačke, iz grada Subotice. Po struci je prometni inženjer. Predaje sviranje tambure u Srednjoj glazbenoj školi.
Rođen je 1947. godine u Subotici. Na tamburi svira od najranijeg djetinjstva. Dne 6. studenog 1977. sa skupinom istomišljenika osnovao je Subotički tamburaški orkestar, kojeg je poslije vodio dugo godina. Ideje za formiranje orkestra je nastala 1975. u krugu društva s kojim je Stipan Jaramazović 1960-ih svirao u tamburaškom orkestru OKUD-a "Mladost". Svi su bili nezadovoljni stanjem u tamburaškoj glazbi te su odlučili osnovati svoj orkestar. Orkestar je osnovan nakon 2 godine razgovora i nastojanja. Željeli su da njihov orkestar ne bude ograničen na uske folklorne okvire, jer su smatrali da orkestar ne može graditi budućnost na toj uskogrudnosti. Pri tome se nastojalo da se ne pobjegne od glazbene fizionomije bunjevačkih Hrvata. Osnivači su htjeli nazvati svoj tamburaški orkestar po imenu Pere Tumbasa Haje, no tamošnji Socijalistički savez bio je izričito protiv toga. Zabranu nikad nije obrazložena te je usvojen drugi prijedlog Stipana Jaramazovića kojim je orkestar nazvan Subotički tamburaški orkestar. S tim je orkestrom pobjeđivao na festivalima tamburaške glazbe diljem zemlje i inozemstva. Na europskom festivalu u Belgiji sudjelovao je dvaput, osvojivši prvo mjesto i posebno priznanje. 
Orkestar je prve 3 godine radio bez dirigenta, potom je orkestar jednu koncertnu sezonu vodio István Balázs Piri, a od 1984. orkestrom dirigira Zoran Mulić. Repertoar od tih dana su sastavljali zajedno Stipan Jaramazović i Zoran Mulić.
Jaramazović tamburaško znanje prenosi mladeži. Svoju ljubav godinama prenosi djeci od najmlađeg uzrasta. Do 2003. je za 26 godina postojanja orkestra prošlo više od tisuću tamburaša. Iako prometni inženjer, predaje sviranje tambure u glazbenoj školi. 
Godine 2003. je proglašen za počasnog građanina Subotice, zajedno s još jednim svjetski poznatim glazbenim velikanom Szilveszterom Levaijem. Dobitnik je nagrade dr Ferenc Bodrogvári 1987., Listopadske nagrade Subotice 1989., Zlatne značke Kulturno prosvjetne zajednice Srbije 2003.